# Joseba Zubeldia
Joseba Zubeldia Agirre (født 19. marts 1979) er en spansk tidligere professionel cykelrytter, som har cyklet for det professionelle cykelhold Euskaltel-Euskadi.